# Neureclipsis geniculata
Neureclipsis geniculata is een fossiele soort schietmot uit de familie Polycentropodidae.